# Santo Inácio (Paraná)
Santo Inácio, amtlich portugiesisch Município de Santo Inácio, ist eine Gemeinde im brasilianischen Bundesstaat Paraná. Der nördliche Teil der Gemeinde liegt am Rio Paranapanema und bildet eine Grenze zum Bundesstaat São Paulo. Es hat 6.181 Einwohner (2022), die Santo-Inacienser genannt werden und auf einer Gemeindefläche von rund 280,1 km² leben. Haupterwerbszweig sind landwirtschaftliche Betriebe. Sie steht an 291. Stelle der 399 Munizipien des Bundesstaates.
Wenige Kilometer vom Ortszentrum befinden sich die Ruinen einer Jesuitenreduktion und die archäologische Fundstätte Sitio Arqueológico da Redução Jesuítica de Santo Inácio.
Diese ist nicht zu verwechseln mit der gleichnamigen argentinischen und als UNESCO-Welterbe anerkannten Reduktion San Ignacio Miní.

## Etymologie

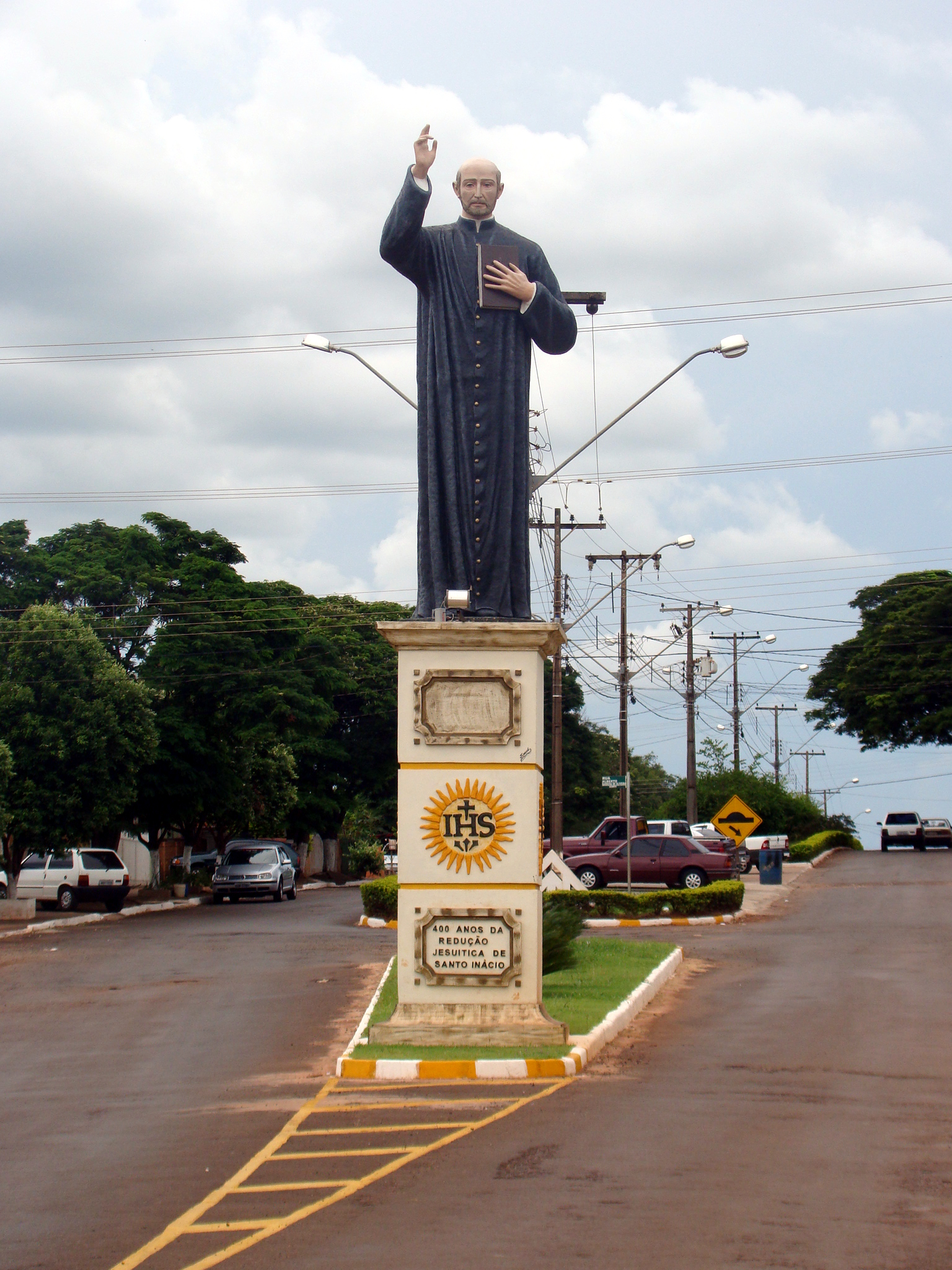
Statue des Ignatius von Loyola

Die Gemeinde ist nach dem Gründer des Jesuitenordens Ignatius von Loyola benannt.

## Geographie

### Fläche und Lage
Santo Inácio liegt auf dem Terceiro Planalto Paranaense (der Dritten oder Guarapuava-Hochebene von Paraná). Seine Fläche beträgt 280 km². Es liegt auf einer Höhe von 373 Metern.

### Vegetation

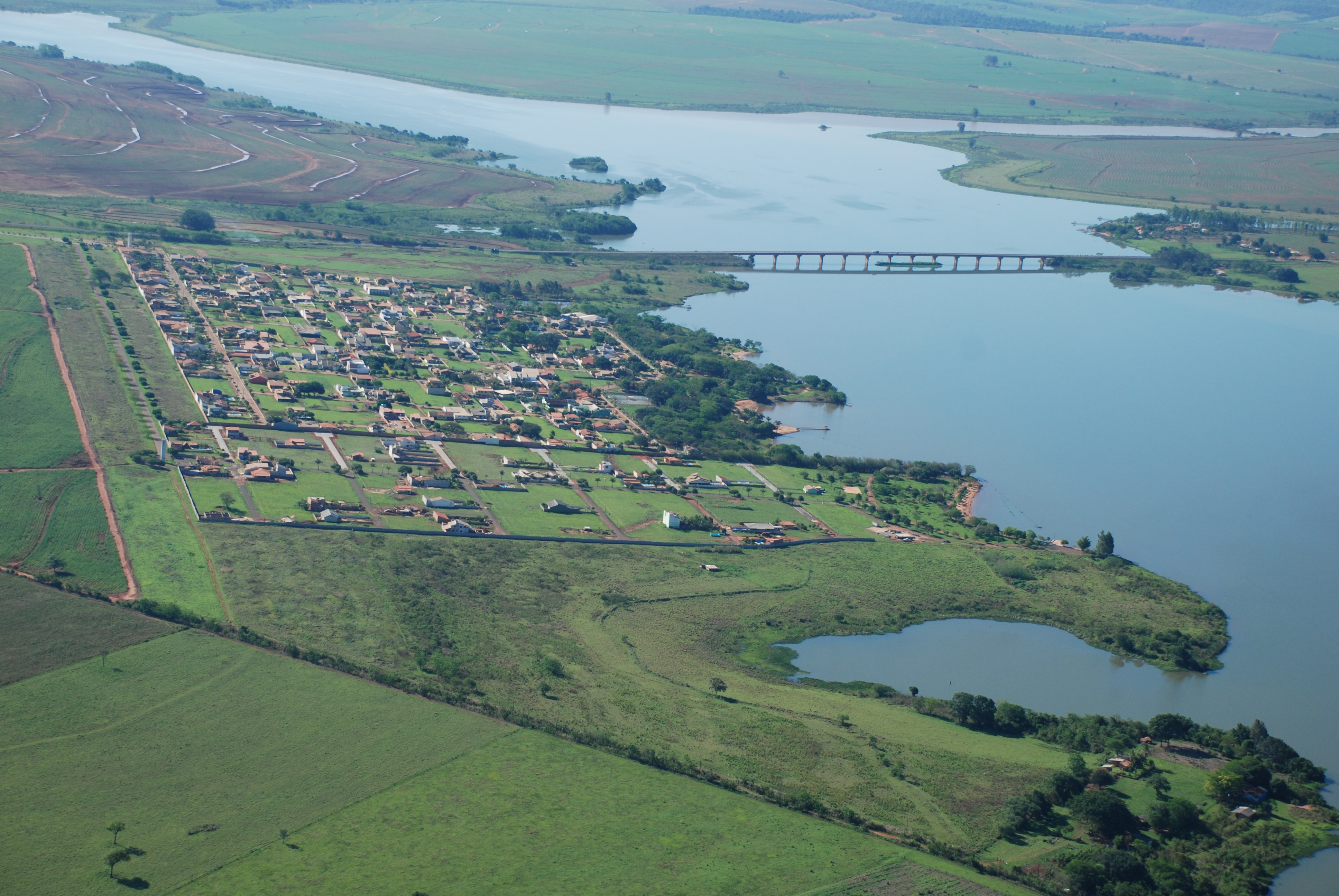
Condomínio Pousada do Paranapanema mit Straßenbrücke der PR-317/SP-425 über den Taquaruçu-Stausee

Das Biom ist Mata Atlântica.

### Gewässer
Santo Inácio liegt am südlichen Ufer des Rio Paranapanema, der hier von der Talsperre Taquaruçu (Wasserkraftwerk Taquaruçu) aufgestaut ist. Dessen linker Nebenfluss Ribeirão Santo Inácio fließt westlich am Stadtgebiet vorbei von Süd nach Nord durch das Munizip. Der Ribeirão das Antas bildet im Nordosten des Munizips die Grenze zu Lupionópolis.

### Straßen
Santo Inácio ist über die PR-317 mit Maringá im Süden und Presidente Prudente im Norden verbunden. Die Straße überquert bei der Siedlung Condomínio Pousada do Paranapanema etwa 8 km nördlich des Hauptorts den Rio Paranapanema.
Südöstlich des Hauptorts kreuzt sich die PR-317 mit der PR-340, die das Munizip mit Itaguajé im Westen und Centenário do Sul im Südosten verbindet.

### Nachbarmunizipien
|            | Pirapozinho                                 |              |
| Santa Inês | Kompassrose, die auf Nachbargemeinden zeigt | Lupionópolis |
| Colorado   | Nossa Senhora das Graças                    | Cafeara      |

## Geschichte

### Jesuitische Mission

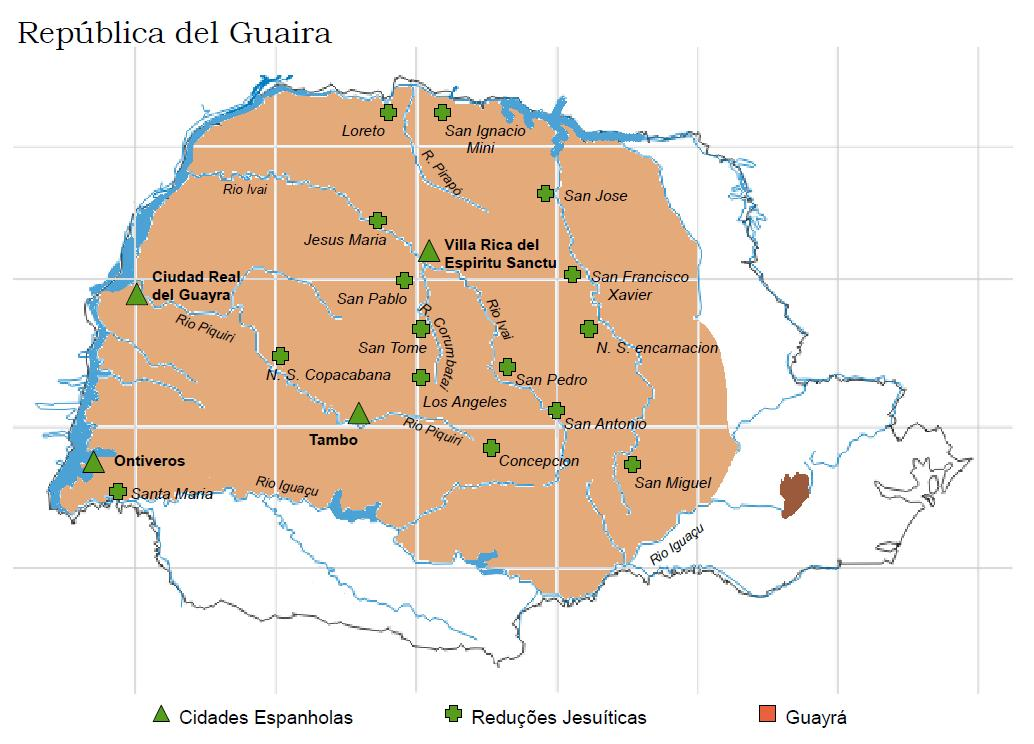
Jesuitenreduktionen in Guairá, oben San Inácio Miní (1610)

Gemäß der Gründungslegende schlug Anfang des 17. Jahrhunderts eine Gruppe spanischer Wandermissionare eines Nachmittags nach einer anstrengenden Wanderung aus Paraguay kommend bei der Mündung des Pirapó in den Paranapanema ihr Lager auf. Während sie auf ihre erste Mahlzeit des Tages warteten, schlug Pater Simon einen klingenden Akkord auf seiner Gitarre an. Die Bewohner des Dschungels vom Volk der Tukuti waren von der Musik wie hypnotisiert. Bewegt von ihrer natürlichen Neugier drängten sie sich um den Künstler. Die Jesuiten ließen es sich nicht nehmen, dieses Spektakel zu nutzen, um die erste Mission der Gesellschaft Jesu zu gründen. An der Stelle, an der sich das „Gitarrenwunder“ ereignete, entstand die Reduktion der Muttergottes von Loreto, die später in Santo Inácio Maior umbenannt wurde. Einige Jahre später gründete Pater Lorenzo de Lorenzoni eine weitere Reduktion mit dem Namen Santo Inácio Mini, die wie die erste am Ufer des Paranapanema lag. Santo Inácio Mini entwickelte sich besonders intensiv, weil die Tucuti-Indianer ihre Malocas (Hütten) bevorzugt um die kleinere Reduktion herum bauten. Als Dom Hernández, Vizekönig von Peru, 1608 seinen Schwager, Pater Mario, den Verwalter der Reduktion, besuchte, fand er Santo Inácio Mini in voller Ausdehnung vor, mit einer Bevölkerung von mehr als 100.000 Einwohnern, während Santo Inácio Major 15.000 Einwohner hatte.

### Bandeirantes
Die Bandeirantes Antônio Raposo Tavares und Manuel Preto beschlossen, an der Spitze eines mächtigen Heeres, das sie im Inneren des Kapitanats São Paulo aufgestellt hatten, in die Provinz Guairá einzumarschieren und die Spanier aus ihren Besitzungen zu vertreiben. Sie zerstörten die 13 Reduktionen vollständig, darunter auch Santo Inácio Mini. Die Missionare und die überlebenden Indianer, die sich unter dem Schutz der Reduktionen angesiedelt hatten, flohen und kehrten nie wieder zurück. Von Santo Inácio Mini blieben wie von den anderen spanischen Reduktionen und Städten nur wenige Überreste und Ruinen übrig.

### Wiederbesiedlung
Das Gebiet war zur Zeit der Provinz Paraná im 19. Jahrhundert und Anfang des 20. Jahrhunderts völlig unentwickelt. Erst 1924, nachdem der Bauingenieur Manoel Firmino de Almeida 50.000 Hektar unbebautes Land um die Ruinen der ehemaligen Reduktion herum, als Konzession der Regierung erhalten hatte, wurde der Kern einer neuen Besiedlung gelegt. Zunächst wurde die Colônia Zacarias de Góis errichtet, benannt nach dem Politiker des Kaiserreichs Brasilien Zacarias de Góis e Vasconcelos, dem ersten Präsidenten der Provinz Paraná von 1853. Das Territorium unterstand dem Munizip Sertanópolis, gelangte dann 1947 zum Munizip Jaguapitã und wurde der Distrito de Redução de Santo Inácio. Dorf und Distrikt wurden durch das Staatsgesetz Nr. 790 vom 14. November 1951 unter dem vereinfachten Namen Santo Inácio ausgegliedert und zu einem selbständigen Munizip erhoben. Nach ersten lokalen Wahlen konnte sich der neue Ort am 14. Dezember 1952 emanzipieren.

## Kommunalverwaltung
Bei der Kommunalwahl in Brasilien 2020 wurde Geny Violatto von den Grünen für die Amtszeit von 2021 bis 2024 zur Stadtpräfektin (Bürgermeisterin) gewählt.
Die kommunale Legislative liegt bei einem Stadtrat aus 9 gewählten Vertretern, den vereadores.
Das Munizip besteht aus einem Gesamtdistrikt.

## Bevölkerung

### Bevölkerungsentwicklung
| Jahr | Einwohner | Stadt | Land    |
| ---- | --------- | ----- | ------- |
| 1960 | 11.420    | 1.609 | 9.811   |
| 1970 | 8.252     | 2.258 | 6.095   |
| 1980 | 5.605 *   | 2.891 | 2.714 * |
| 1991 | 5.514     | 4.035 | 1.479   |
| 2000 | 5.188     | 3.960 | 1.228   |
| 2010 | 5.269     | 4.200 | 1.069   |
| 2022 | 6.181     | ?     | ?       |

Quelle für 1970–2010: IBGE (2011), und Volkszählung 2022